# Медаль «За взятие Берлина»
Медаль «За взятие Берлина» — государственная награда СССР. Учреждена Указом Президиума Верховного Совета СССР от 9 июня 1945 года «Об учреждении медалей „За взятие Будапешта“, „За взятие Кёнигсберга“, „За взятие Вены“ и „За взятие Берлина“». Автор рисунка медали — художник А. И. Кузнецов.
Награда была учреждена в честь взятия столицы нацистской Германии, произошедшего на заключительном этапе Великой Отечественной войны. Согласно положению о медали, её удостаивались советские военнослужащие, принимавшие непосредственное участие в штурме Берлина, а также организаторы и руководители боевых операций при взятии этого города. По данным различных источников, количество награждённых медалью «За взятие Берлина» составило около 1 100 000 человек.
Медаль «За взятие Берлина» является одной из семи советских наград, учреждённых за овладение городами, находящимися за пределами довоенной территории СССР.

## Исторический контекст
16 апреля 1945 года началась Берлинская операция, ставшая, по оценкам историков, ключевой и одной из самых крупных операций Второй мировой войны. Маршал Советского Союза Г. К. Жуков писал: «Предстоящая битва за Берлин была особой, ни с чем не сравнимой операцией. Войскам фронта нужно было прорывать сплошную эшелонированную зону мощных оборонительных рубежей, начиная от самого Одера и кончая сильно укрепленным Берлином. Предстояло разгромить на подступах к Берлину крупнейшую группировку немецко-фашистских войск и взять столицу фашистской Германии, за которую враг наверняка будет драться смертным боем».
В операции были задействованы силы 1-го Белорусского, 2-го Белорусского и 1-го Украинского фронтов, а также 18-я воздушная армия авиации дальнего действия, Днепровская военная флотилия и часть сил Балтийского флота. На подступах к Берлину находились мощные немецкие оборонительные сооружения. Серьёзные бои велись за преграждавшие советским войскам путь к Берлину Зееловские высоты, которые были взяты 18 апреля 1945 года.
Непосредственно штурм Берлина начался 25 апреля 1945 года; в городе развернулись ожесточённые уличные бои. 30 апреля советские войска начали штурм Рейхстага. Утром 2 мая комендант Берлина, который видел бесполезность сопротивления, подписал приказ о сдаче гарнизона столицы в советский плен. К 15:00 того же дня немецкое сопротивление в городе прекратилось.

## История

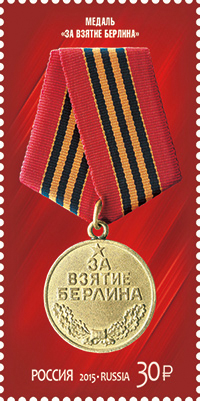
Российская почтовая марка 2015 года с изображением медали «За взятие Берлина»

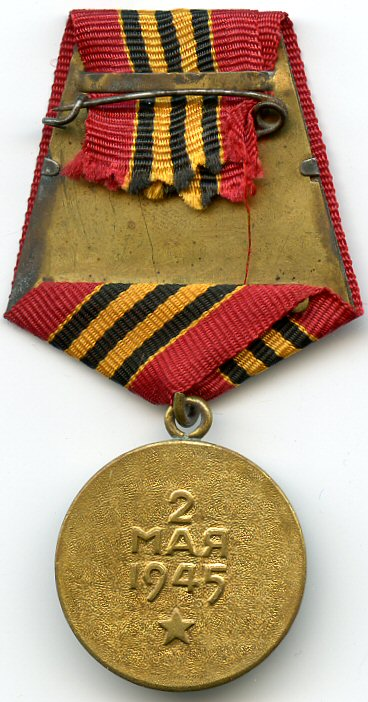
Реверс медали «За взятие Берлина»

19 апреля 1945 года начальником тыла Красной Армии генералом армии А. В. Хрулёвым было дано задание Техническому комитету Главного интендантского управления разработать проекты медалей за взятие и освобождение городов за пределами СССР.
Первые эскизы медали «За взятие Берлина» были представлены уже 24 апреля 1945 года, когда бои за столицу Германии были в самом разгаре. В общей сложности на конкурс, определявший внешний вид будущей награды, было представлено 116 эскизов. 3 мая гравёр Технического комитета
В. Н. Андрианов приступил к изготовлению первых образцов в металле на основе лучших из представленных проектов. Как отмечал историк-фалерист В. А. Дуров, долго обсуждались названия медалей. «Но в результате пришли к общему выводу, что на медалях в честь избавления от гитлеровского ига славянских столиц будет написано „За освобождение“, а на остальных медалях — „За взятие“», — писал исследователь.
«Художники, вдохновлённые великой победой, старались как можно ярче выразить в своих рисунках значение взятия Берлина как оплота гитлеризма», — писал В. А. Дуров. Так, художник Е. М. Романов в своих эскизах одним из элементов сделал изображение ордена «Победа». А. И. Кузнецов, уже принимавший участие в разработке ряда советских орденов и медалей, представил несколько вариантов. «На одном из проектов изобразил советского солдата, попирающего свастику, на другом — три флага союзников — в центре советский и по сторонам флаги США и Великобритании как знак боевого содружества в совместной борьбе против фашизма. Ниже помещены скрещенные ключи как символ капитуляции столицы гитлеровской Германии», — описывал эскизы Кузнецова Дуров. Художником Киселёвым был выдвинут проект медали, на которой были изображены советские танки, проходящие с развевающимися знаменами на фоне Бранденбургских ворот.
В связи с принятием решения о размещении на медалях за взятие городов противника лишь надписи в качестве окончательного варианта был принят один из эскизов художника А. И. Кузнецова. Проект имел только слова «За взятие Берлина» и дату падения города.
Указом Президиума Верховного Совета СССР от 9 июня 1945 года медаль «За взятие Берлина» была учреждена одновременно с тремя другими — «За взятие Будапешта», «За взятие Кёнигсберга», «За взятие Вены». Документ был опубликован в еженедельном издании «Ведомости Верховного Совета СССР» за номером № 34. Таким образом, медаль «За взятие Берлина» стала одной из семи советских наград, учреждённых за овладение городами, находящимися за пределами довоенной территории СССР.

## Положение о медали
Медалью «За взятие Берлина» награждались военнослужащие Красной Армии, Военно-Морского Флота и войск НКВД — непосредственные участники «героического штурма и взятия» Берлина, а также организаторы и руководители боевых операций при взятии этого города. Вручение медали производилось от имени Президиума Верховного Совета СССР «на основании документов, удостоверяющих фактическое участие в штурме и взятии указанных городов, выдаваемых командирами частей и начальниками военно-лечебных заведений».
Вручение медали производилось «лицам, находящимся в войсковых частях Красной Армии и Военно-Морского Флота, — командирами войсковых частей, а лицам, выбывшим из состава армии и флота, — областными, городскими и районными военными комиссарами по месту жительства награжденных».
Медаль «За взятие Берлина» носится на левой стороны груди, при наличии орденов и других медалей располагается после медали «За взятие Вены».

## Описание
Медаль «За взятие Берлина» представляет собой правильный круг диаметром 32 миллиметра, изготовлялась из латуни.
Все изображения и надписи, размещённые на медали, выпуклые. На аверсе медали в центре размещена надпись «ЗА ВЗЯТИЕ БЕРЛИНА», вверху над надписью — пятиконечная звёздочка, внизу по окружности расположен полувенок из дубовых листьев. По окружности медаль окаймлена бортиком. На реверсе медали выгравирована дата взятия Берлина: «2 МАЯ 1945». Под датой размещена пятиконечная звёздочка.
Медаль при помощи ушка и кольца соединена с пятиугольной колодкой, обтянутой красной шелковой муаровой лентой шириной 24 миллиметра. Посредине ленты пять полосок: три черные и две оранжевые (так называемая «гвардейская лента»). Крайние черные полоски окаймлены узенькими оранжевыми полосками.

## Награждения

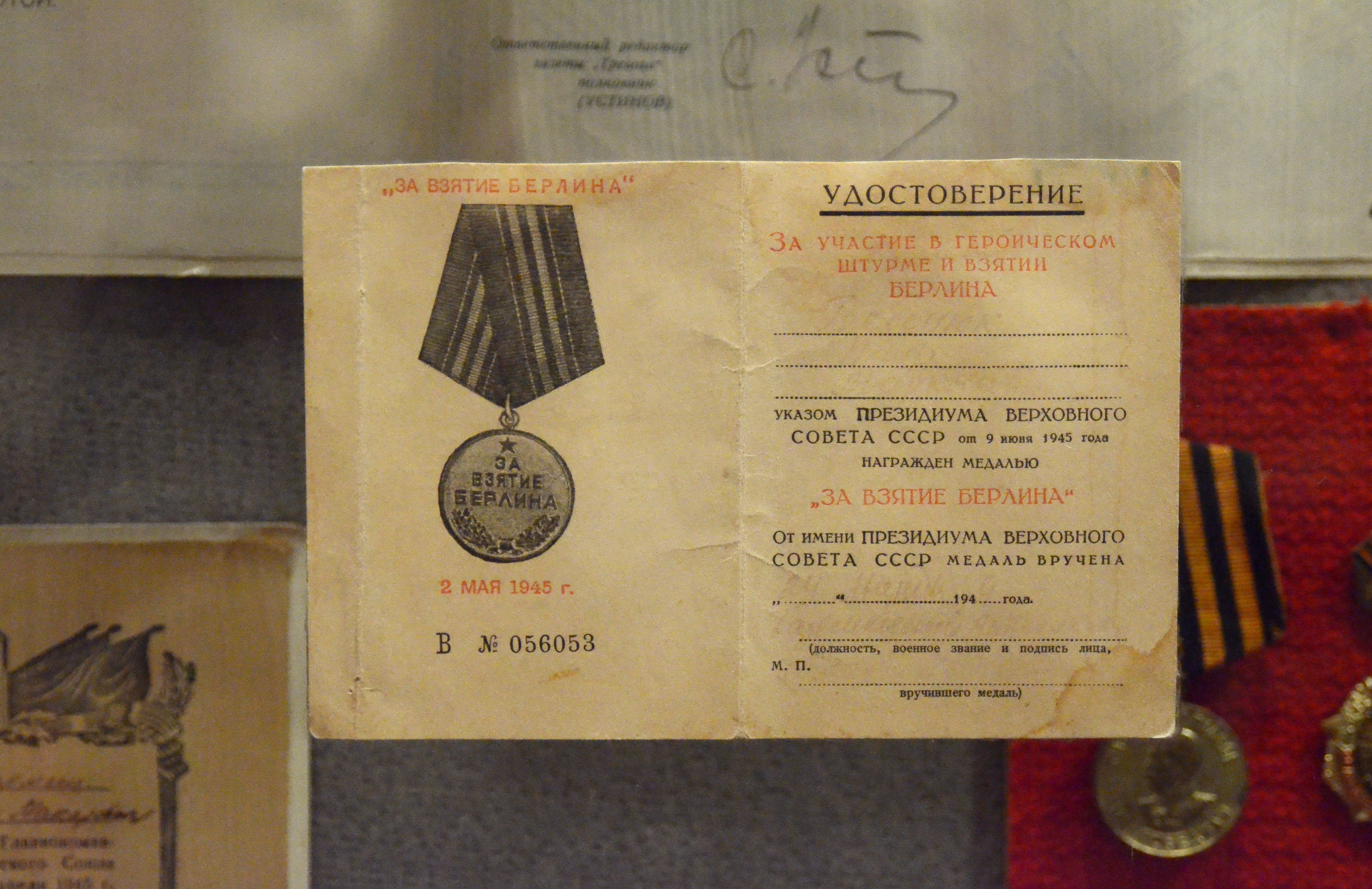
Удостоверение к медали «За взятие Берлина», хранящееся в музее истории Краматорска

Согласно различным источникам, количество награждённых медалью «За взятие Берлина» — около или более 1 100 000 человек; исследователь Д. А. Тарас приводит данные, что медали было удостоено 1 000 090 человек. Среди награждённых медалью военачальников — Маршалы Советского Союза Г. К. Жуков и И. С. Конев.
Большая часть медалей «За взятие Берлина» была вручена в первые три года после окончания Великой Отечественной войны. Если награда не вручалась непосредственно в воинской части, военнослужащий при демобилизации получал соответствующий документ, на основании которого он мог получить медаль в военном комиссариате по месту жительства.
До 1951 года медаль и удостоверение к ней после смерти награждённого возвращались государству. Указом Президиума Верховного Совета СССР от 5 февраля 1951 года было определено, что медаль «За взятие Берлина» и удостоверение к ней в случае смерти награждённого могут оставаться у его родственников для хранения.
Как отмечает журналист издания «Аргументы и факты» Андрей Сидорчик, в послевоенное время «набралось около двух десятков тысяч бывших солдат и офицеров», до которых медаль «За взятие Берлина» дошла с серьёзным опозданием. Специалистами Министерства обороны продолжались поиски не получивших награду лиц. Так, в 2003 году посольство России в Армении провело церемонию вручения медали «За взятие Берлина» жителю Еревана Анатолию Зеленцову. Будучи гвардии старшиной РККА, Зеленцов участвовал в штурме Берлина, в бою получил ранение и был отправлен в госпиталь.

## Геральдическое влияние
4 марта 2009 года указом Президента Российской Федерации № 238 была учреждена юбилейная медаль «65 лет Победы в Великой Отечественной войне 1941—1945 гг.» с лентой, аналогичной по расцветке с лентой медали «За взятие Берлина».